# Linden Hall
Pour les articles homonymes, voir Hall.
Linden Hall (née le 20 juin 1991 à Sunbury) est une athlète australienne, spécialiste du 1 500 mètres.

## Biographie
Demi-finaliste des Jeux olympiques de 2016, elle s'incline dès les séries du 1 500 m des championnats du monde 2017. Quatrième des Jeux du Commonwealth de 2018, elle s'incline lors des séries aux championnats du monde 2019.
En 2021, lors des Jeux olympiques d'été de 2020, à Tokyo, elle se qualifie pour la finale du 1 500 m.
En 2023, elle bat de deux centièmes de seconde le record d'Océanie du 1 500 m, que détenait Jessica Hull, en réalisant 3 min 57 s 27 au Mémorial Kamila Skolimowska de Chorzów, record qu'elle porte à 3 min 56 s 92 le 16 septembre 2023 à Eugene.

## Palmarès
| Date | Compétition     | Lieu  | Résultat | Épreuve | Performance   |
| ---- | --------------- | ----- | -------- | ------- | ------------- |
| 2021 | Jeux olympiques | Tokyo | 6e       | 1 500 m | 3 min 59 s 01 |

## Records
| Épreuve | Performance   | Lieu     | Date              |
| ------- | ------------- | -------- | ----------------- |
| 800 m   | 1 min 59 s 22 | Brisbane | 27 mars 2021      |
| 1 500 m | 3 min 56 s 92 | Eugene   | 16 septembre 2023 |